# یها
یها (انگلیسی: Yeha) (گعز: ይሐ yiḥa, خط عربستان جنوبی باستان 𐩥𐩢  ḥw; خط عربستان جنوبی باستان: 𐩺𐩢𐩱 yḥʾ) شهری است در شمال مهاکلگنا در اتیوپی است. به احتمال زیاد این شهر پایتخت پادشاهی پیش از امپراتوری حبشه به نام داموت بوده است. داموت یک پادشاهی بود که در حال حاضر در اریتره و شمال اتیوپی قرار دارد و بین قرن‌های ۱۰ تا ۵ پیش از میلاد وجود داشت. تعداد کمی از کتیبه‌ها درباره این پادشاهی باقی مانده‌اند و تحقیقات باستان‌شناسی بسیار کمی در این باره انجام شده است. به همین دلیل، مشخص نیست که آیا داموت  به عنوان یک تمدن پیش از مراحل اولیه امپراتوری حبشه پایان یافته است، یا اینکه به صورت تدریجی به دولت اکسوم تبدیل شده، یا یکی از کشورهای کوچک بود که احتمالاً در حدود ۱۵۰ پیش از میلاد در پادشاهی اکسوم متحد شدند.

## باستان‌شناسی

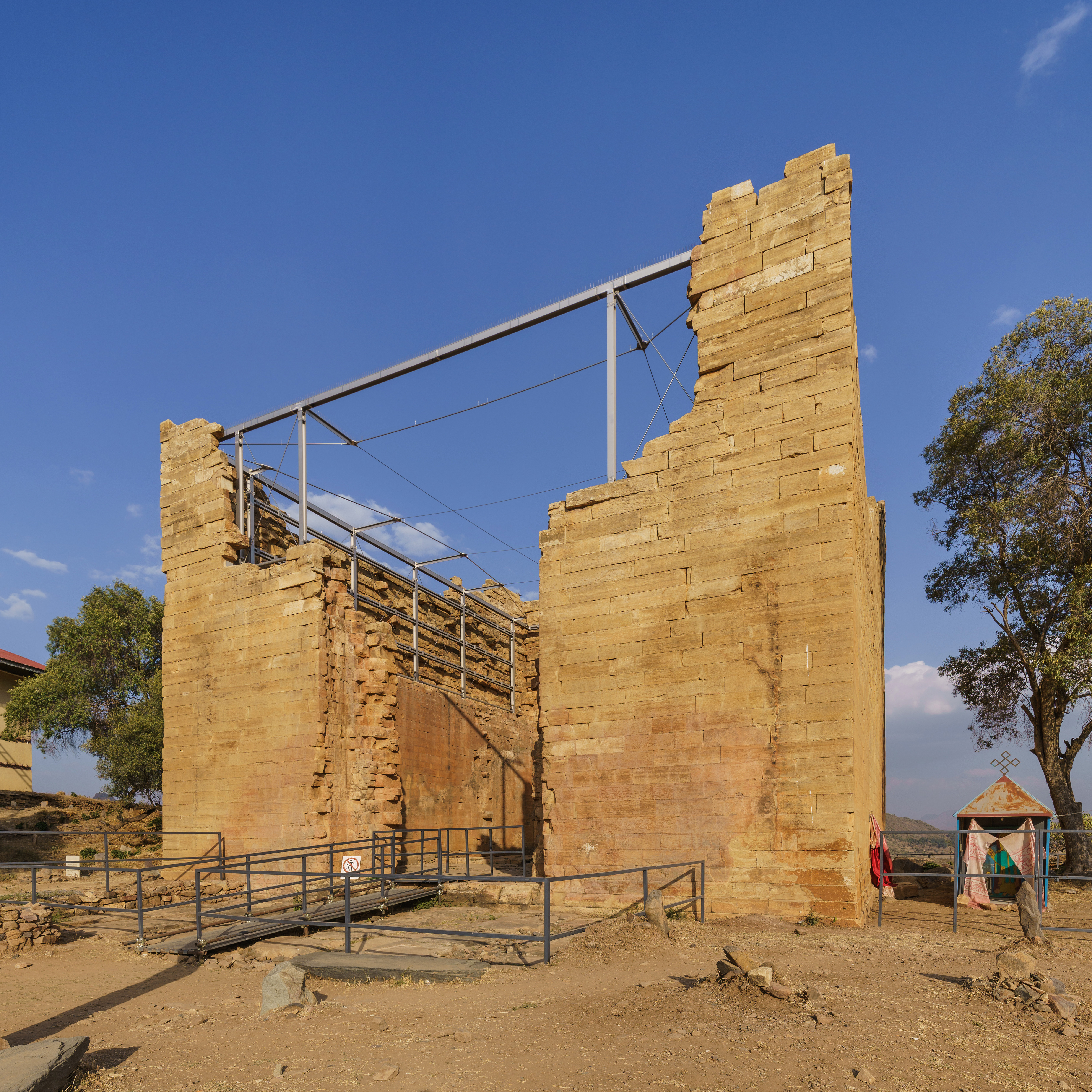
ویرانه‌های معبد یها در منطقه تیگرای، اتیوپی.

قدیمی‌ترین ساختار باقی‌مانده در اتیوپی، معبد یها، در یها قرار دارد. این برج به سبک سبایی‌ها ساخته شده و از طریق مقایسه با ساختارهای باستانی در عربستان جنوبی به حدود دهه ۷۰۰ (پیش از میلاد) تاریخ‌گذاری شده است. اگرچه هیچ‌گونه آزمایش تاریخ‌گذاری رادیوکربن بر روی نمونه‌های موجود در سایت انجام نشده است، این تاریخ برای برج بزرگ توسط کتیبه‌های محلی تأیید می‌شود.
دیوید فیلیپسون علت «حفظ عالی» آن را به دو عامل نسبت می‌دهد: «مراقبتی که سازندگان اصلی آن برای ایجاد بنیاد سطحی و مستحکم در سنگ بستر ناهموار انجام داده‌اند؛ و بازسازی آن -- شاید از قرن ششم میلادی -- برای استفاده به عنوان کلیسای مسیحی.» دو سایت باستان‌شناسی دیگر در یها شامل گرات بیل گبری است که یک مجموعه ویران‌شده با رواق ۱۰ متر عرض و دو مجموعه ستون مربع شکل است، و گورستانی که چندین قبر سنگ‌تراشیده را در خود جای داده و اولین بار در اوایل دهه ۱۹۶۰ مورد بررسی قرار گرفت. برخی متخصصان گمان کرده‌اند که یکی از این قبرها حاوی یک دفن سلطنتی بوده است. دیگری بر این باور است که منطقه مسکونی باستانی احتمالاً یک کیلومتر به شرق روستای امروزی قرار داشته است.

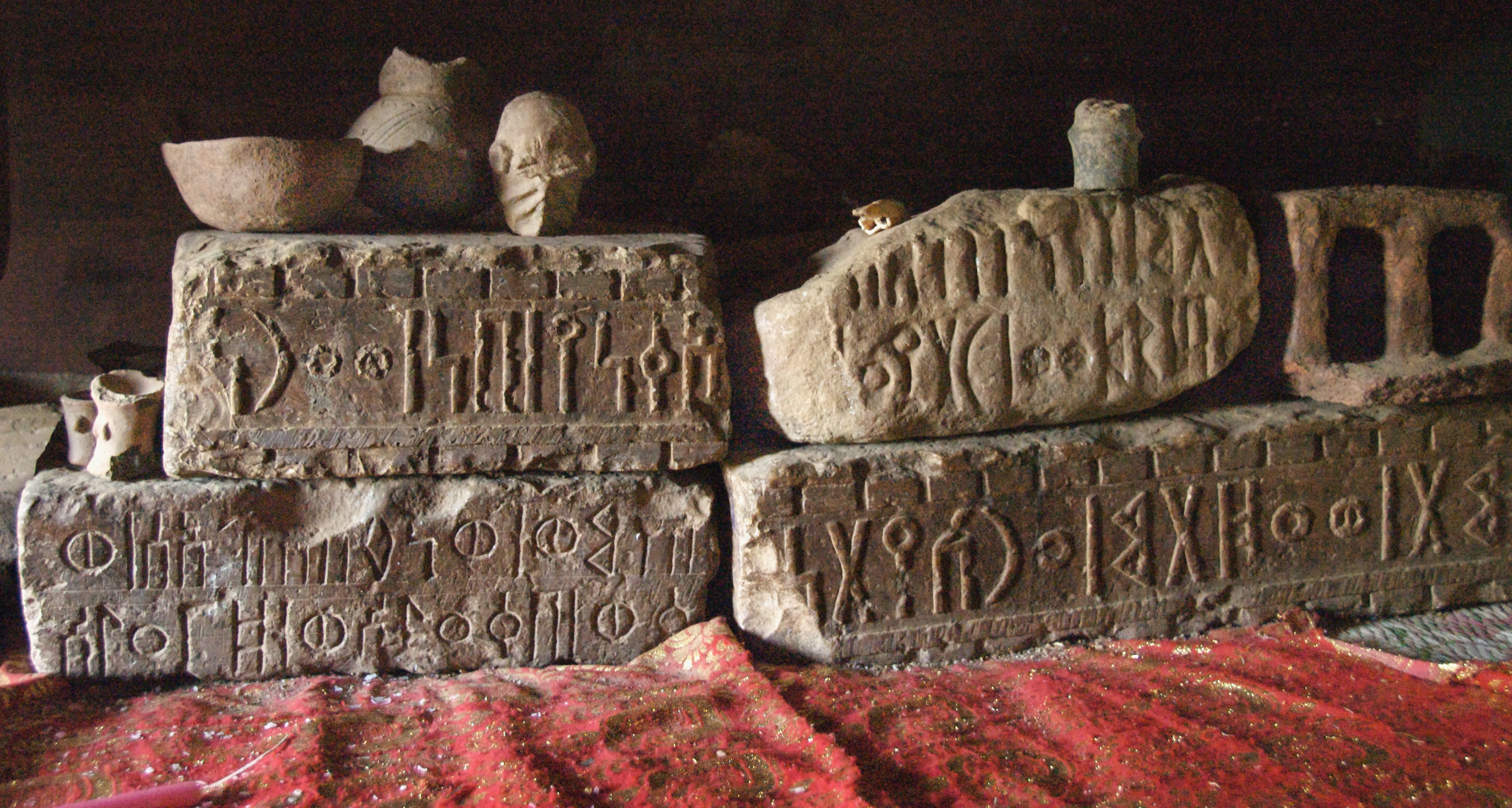
اسلب‌های سنگی با کتیبه‌های زبان سبایی یافت‌شده در یها، اتیوپی.

علاوه بر این، یها محل کلیسای ارتدکس توحیدی اتیوپی است. این کلیسا طبق سنت توسط آبا آفتسه، یکی از نه قدیس، تأسیس شده است. در گزارش خود از اتیوپی، فرانسیسکو آلوارز از سفر به این شهر در سال ۱۵۲۰ (که آن را «آبافاسم» نامیده) صحبت کرده و توصیفی از برج باستانی، کلیسا و معبد محلی ارائه داده است. این کلیسا یا همان معبد بزرگ بازسازی‌شده است، یا یک ساختمان تخریب‌شده که اکسومیته در اوایل قرن ۲۰ توصیف کرده‌اند. (ساختار کنونی ویژگی‌های معماری اکسوم را نشان می‌دهد و بین سال‌های ۱۹۴۸ و ۱۹۴۹ ساخته شده است)
مرکز آمار هیچ تخمینی از جمعیت این روستا در سال ۲۰۰۵ منتشر نکرده است.
یها در فوریه ۱۸۹۳ توسط باستان‌شناس بریتانیایی تئودور بنت و همسرش مابل به‌طور مختصر مورد بررسی قرار گرفت. یها همچنین محل چندین حفاری باستان‌شناسی بوده است که از سال ۱۹۵۲ توسط مؤسسه باستان‌شناسی اتیوپی آغاز شده است. اگرچه این حفاری‌ها به دلیل درگ قطع شد، اما در سال ۱۹۹۳ دوباره توسط تیم باستان‌شناسی فرانسوی از سر گرفته شد.